# 1121

## Esdeveniments
- Es funda el monestir de Santa Maria d'Ullà per Pere Vidal amb el consentiment de Berenguer Dalmau (bisbe de Girona), Sant Oleguer (arquebisbe de Tarragona), el comte Ponç Hug I d'Empúries; Ponç Guillem de Torroella (senyor de Torroella) entre altres nobles els quals constituïren i nomenaren el primer prior d'aquesta casa.[1]